# Olivier Sabouraud
Pour les articles homonymes, voir Sabouraud.
Olivier Sabouraud, né le 19 août 1924 à Paris et mort le 23 février 2006 à Rennes, est un neurologue français, spécialiste des troubles du langage. Il élabore avec Jean Gagnepain, dès les années 60, le modèle de la médiation.

## Biographie
Olivier Sabouraud est le fils de l'industriel Raymond Sabouraud et de Rose Soupault. Il est le petit-fils de Raymond Sabouraud et le neveu de Philippe Soupault.
Interne des hôpitaux de Paris, Olivier Sabouraud soutient sa thèse de doctorat en médecine en 1951, devant un jury présidé par Théophile Alajouanine, professeur de clinique des maladies du système nerveux. En 1953, après sa qualification de neuropsychiatrie, il est attaché à la Salpêtrière et il est nommé chef de clinique des maladies du système nerveux dans le service du professeur Alajouanine. Ce dernier lui transmet son intérêt pour le langage et ses pathologies.
Quelques années plus tard, à Rennes, il est nommé à la chaire de neurologie en 1963, et de psychiatrie en 1966. Il est alors l'initiateur de nombreux travaux, en collaboration avec son collègue Jean Pecker notamment sur la sclérose en plaques, et surtout avec le linguiste Jean Gagnepain. Par l'étude de patients aphasiques, ils redéfinissent le signe saussurrien et élaborent petit à petit le modèle de l'anthropologie clinique ou Théorie de la médiation. Avec Jacques Laisis et Attie Duval, il découvrira les premières atechnies.
Au-delà de ses activités scientifiques, il a cumulé divers engagements: président du conseil d'administration de l'Inserm de 1983 à 1986, il participe au comité régional d'éthique. Conseiller scientifique et membre actif de l'Espace des sciences de Rennes, il apporte ses connaissances et son concours à de nombreuses manifestations publiques : expositions, conférences, animations en milieu scolaire... Président fondateur du Cercle Condorcet de Rennes, vice-président de la ligue de l'enseignement d'Ille-et-Vilaine, il s'engage dans les actions de l'association « Pays de Rennes, emplois solidaires », qui apporte des fonds dans l'économie sociale.

## Hommages
- Espace santé Olivier-Sabouraud, à Rennes